# Fiumara di Palizzi
Fiumara di Palizzi este o arie protejată (arie specială de conservare — SAC, sit de importanță comunitară — SCI) din Italia întinsă pe o suprafață de 103 ha, integral pe uscat.

## Localizare
Centrul sitului Fiumara di Palizzi este situat la coordonatele 37°56′25″N 15°58′57″E / 37.940278°N 15.9825°E.

## Înființare
Situl Fiumara di Palizzi a fost declarat sit de importanță comunitară în septembrie 1995 pentru a proteja 23 de specii de animale. Situl a fost protejat și ca arie specială de conservare în iunie 2017.

## Biodiversitate
Situată în ecoregiunea mediteraneană, aria protejată conține 8 habitate naturale: Râuri mediteraneene cu debit intermitent, cu specii de Paspalo-Agrostidion, Păduri de Olea și Ceratonia, Galerii și tufărișuri riverane sudice (Nerio-Tamaricetea și Securinegion tinctoriae), Izvoare petrifiante cu formare de travertin (Cratoneurion), Pante stâncoase silicioase cu vegetație casmofită, Pseudostepă cu ierburi și specii anuale de Thero-Brachypodietea, Râuri mediteraneene cu debit permanent și vegetație de Glaucium flavum, Tufărișuri termo-mediteraneene și de pre-deșert.
La baza desemnării sitului se află mai multe specii protejate:
- păsări (22): fluierar de munte (Actitis hypoleucos), pescăruș albastru (Alcedo atthis), lăstunul mare (Apus apus), stârc cenușiu (Ardea cinerea), fugaci mic (Calidris minuta), rândunică roșcată (Cecropis daurica), prundăraș de sărătură (Charadrius alexandrinus),  prundaș gulerat mic (Charadrius dubius), erete de stuf (Circus aeruginosus), lăstun de casă (Delichon urbicum), egretă mică (Egretta garzetta), Falco naumanni, lișiță (Fulica atra), cocor (Grus grus), piciorong (Himantopus himantopus), rândunică (Hirundo rustica), pescăriță mare (Hydroprogne caspia), codobatura galbenă (Motacilla flava), stârc de noapte (Nycticorax nycticorax), pietrar sur (Oenanthe oenanthe), vultur pescar (Pandion haliaetus), fluierar cu picioare verzi (Tringa nebularia)
- amfibieni (1): Salamandrina terdigitata

Pe lângă speciile protejate, pe teritoriul sitului au mai fost identificate 4 specii de plante, 5 specii de amfibieni, 2 specii de reptile.